# Óscar Lasprilla
Óscar Lasprilla Tovar (Cali, 1948) es un músico colombo-británico de rock, que ha sido considerado como uno de los pioneros del género en Colombia, al fundar diversas agrupaciones durante las décadas de los años sesenta.

## Biografía
Desde pequeño se interesó por la música, a los 6 años empezó a tocar el acordeón y tiempo después toma lecciones de piano y guitarra. En 1965 dio sus primeros pasos como músico profesional, fue contratado por Enrique Cuéllar Martínez, empresario artístico, para que hiciera los arreglos y acompañara a los participantes en el concurso, “El Show de la Nueva Ola”. En este concurso hicieron sus primeras armas artísticas Mariluz, Henry XV, Orlando Barriga y Óscar Lasprilla, como arreglista y productor del género romántico contemporáneo.
En este certamen fue descubierto por Orlando Barriga, quien lo contacto con Guillermo Hinestroza, director del Club del Clan versión colombiana, copiada del original producido y realizado en la Argentina, del que saldrían grandes cantantes y compositores como Palito Ortega, Violeta Rivas, Lalo Francen, Chico Navarro , Johnny Tedesco , Roky Pontoni , Raúl Lavie, entre otros más. Barriga, guitarrista y cantante, pionero del rock colombiano, fue quien descubrió y encauzó en su vocación roquera a Lasprilla, por lo que no descansó hasta comprometerlo para que integrara su segundo grupo de Rock and Roll, “The Goldfingers”.

### Trayectoria con Los Ampex y Time Machine
Posteriormente junto a Jaime Rodríguez, Yamel Uribe y Oscar Ceballos forman el conjunto de rock The Ampex con el cual graba un EP y dos álbumes en el que realizan covers de grupos ingleses y norteamericanos. Los Ampex realizaron giras por toda Colombia y además apoyaron como base musical a otros artistas del momento como Vicky, Oscar Golden, Harold Orozco, Los Yetis, etc. Con los nuevos sonidos que venían desde el norte Los Ampex se desintegran y dos de sus miembros entre ellos Oscar, junto al baterista italiano Roberto Fiorilli y el guitarrista Fernando Córdoba crean la agrupación The Time Machine, un grupo muy respetado entre los músicos de la escena dada las calidades musicales que tenían sus integrantes. La máquina del tiempo sólo grabó un EP en 1967, este contenía temas de artistas de la talla de Jimi Hendrix y Bob Dylan.

### Trayectoria con Los Speakers
La duración del grupo fue efímera, Lasprilla y Fiorilli son invitados por Humberto Monroy y Rodrigo García a formar parte del grupo The Speakers con la opción de viajar al exterior y grabar un álbum. Después de 18 días en Ecuador, Los Speakers regresan a Bogotá para grabar lo que sería el cuarto álbum de la banda, compuesto totalmente por canciones originales. Cada uno aporta 4 temas, para lo cual Lasprilla entrega los temas más rítmicos y “movidos”. El rock colombiano a comienzos de 1968 perdió mucho terreno y protagonismo, por lo que cual comenzó a grabar como músico de estudio, donde fue bien cotizado como pianista y guitarrista, y luego decidió marcharse del país a probar suerte en Europa.

### Trayectoria con Los Brincos
En junio de 1968 tomó la decisión de continuar su actividad musical en Inglaterra, donde vivían sus ídolos (Hendrix, Page, Beck y Clapton). A su arribo a Londres se encontró que era uno más de los muchos emigrantes que llegaban en busca de una oportunidad. Trabajó como pianista y guitarrista de agrupaciones que poco tenían que ver con su vocación roquera.
El dilema era regresar a Colombia donde tenía  el reconocimiento de la crítica especializada,  los directivos discográficos y trabajar como arreglista, productor y músico de estudio o continuar en buscando una oportunidad en Europa. Optó por la segunda opción, transitó a España donde entró en contacto con Fernando Arbex, baterista de Los Brincos, agrupación pionera del rock de la península ibérica. En 1969 cambió su guitarra Fender Stratocaster por un Órgano Hammond, para aceptar la invitación de Arbex de integrarse a su banda como quinto miembro..
La llegada de Lasprilla, como teclista y guitarrista revitaliza y da vigencia al sonido de la agrupación, cambio que parte de la crítica y los ejecutivos de la disquera no asimilaron. Eran años de cambio en España y el país ibérico no estaba preparado para asimilar el sonido vanguardista del Rock Progresivo que le imprimió al quinteto.
Con Los Brincos, trabajó en Londres en 1970 y grabó el mejor álbum de esta agrupación, “Mundo, demonio y carne “- World , devil & body “, el cual fue producido en los estudios Wessex Sound Studios. Fue el último álbum de la banda, la cual desintegró poco después.

### Trayectoria con Alacrán, regreso al Reino Unido y actualidad
Al año siguiente, con Fernando Arbex e Ignacio Egaña crean la banda Alacrán. la cual lanza un único disco en 1971. El trío no dura mucho y desaparece con la salida de Lasprilla, que decide regresar a Inglaterra.
Actualmente reside en Londres, donde se dedica a la interpretación de música clásica como pianista y productor independiente.

## Discografía

### ConLos Ampex
- Los Ampex (EP),  Estudio 15 (1965)
- Colección Infierno A Go-Go,  Estudio 15 (1966)
- The Ampex, Discos Fuentes (1967)

### ConTime Machine
- Blow Up (EP), Disco 15/Bambuco (1967).

### ConThe Speakers
- Los Speakers, Bambuco (1968).

### ConLos Brincos
- Mundo, demonio y carne, Zafiro-Novola (1970).
- World, Evil & Body, Zafiro-Novola (1970) — Versión en inglés del anterior con algunos temas diferentes.

### Con Alacrán
- Alacrán, Zafiro (1971).

### Como solista
- Hippy Hippy Luballo / No Necesito (Single), TOP Records/Columbia (1971).